# Josef Straka
Josef Straka (14 de julio de 1904-29 de junio de 1976) fue un deportista checoslovaco que compitió en remo. Ganó cuatro medallas en el Campeonato Europeo de Remo entre los años 1925 y 1932.

## Palmarés internacional
| Campeonato Europeo | Campeonato Europeo     | Campeonato Europeo | Campeonato Europeo |
| Año                | Lugar                  | Medalla            | Prueba             |
| ------------------ | ---------------------- | ------------------ | ------------------ |
| 1925               | Praga (Checoslovaquia) | Medalla de bronce  | Doble scull        |
| 1927               | Como (Italia)          | Medalla de bronce  | Scull individual   |
| 1929               | Bydgoszcz (Polonia)    | Medalla de plata   | Scull individual   |
| 1932               | Belgrado (Yugoslavia)  | Medalla de bronce  | Cuatro con timonel |